# Islinger Feld

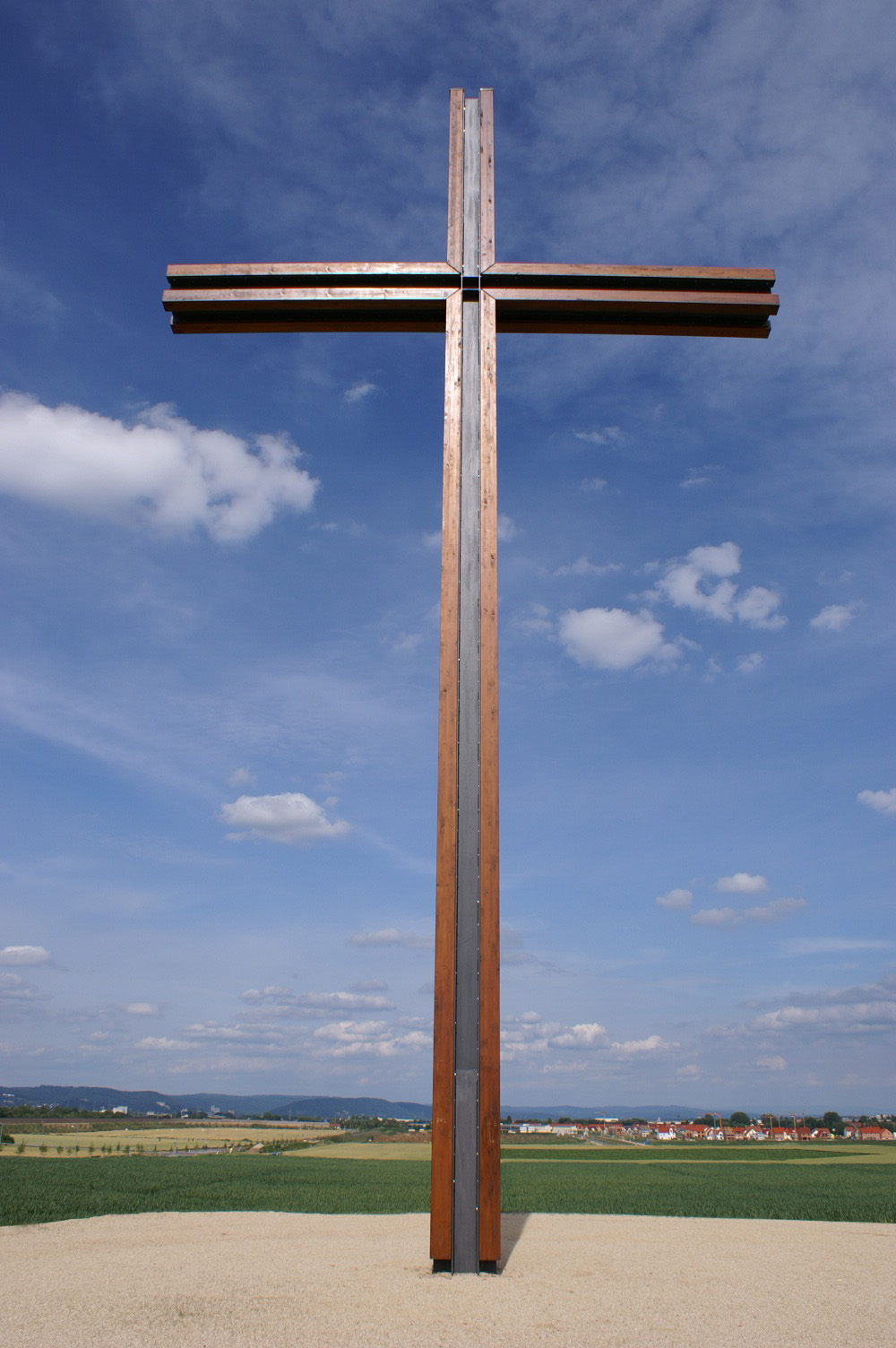
Das Islinger Feld mit dem „Papstkreuz“

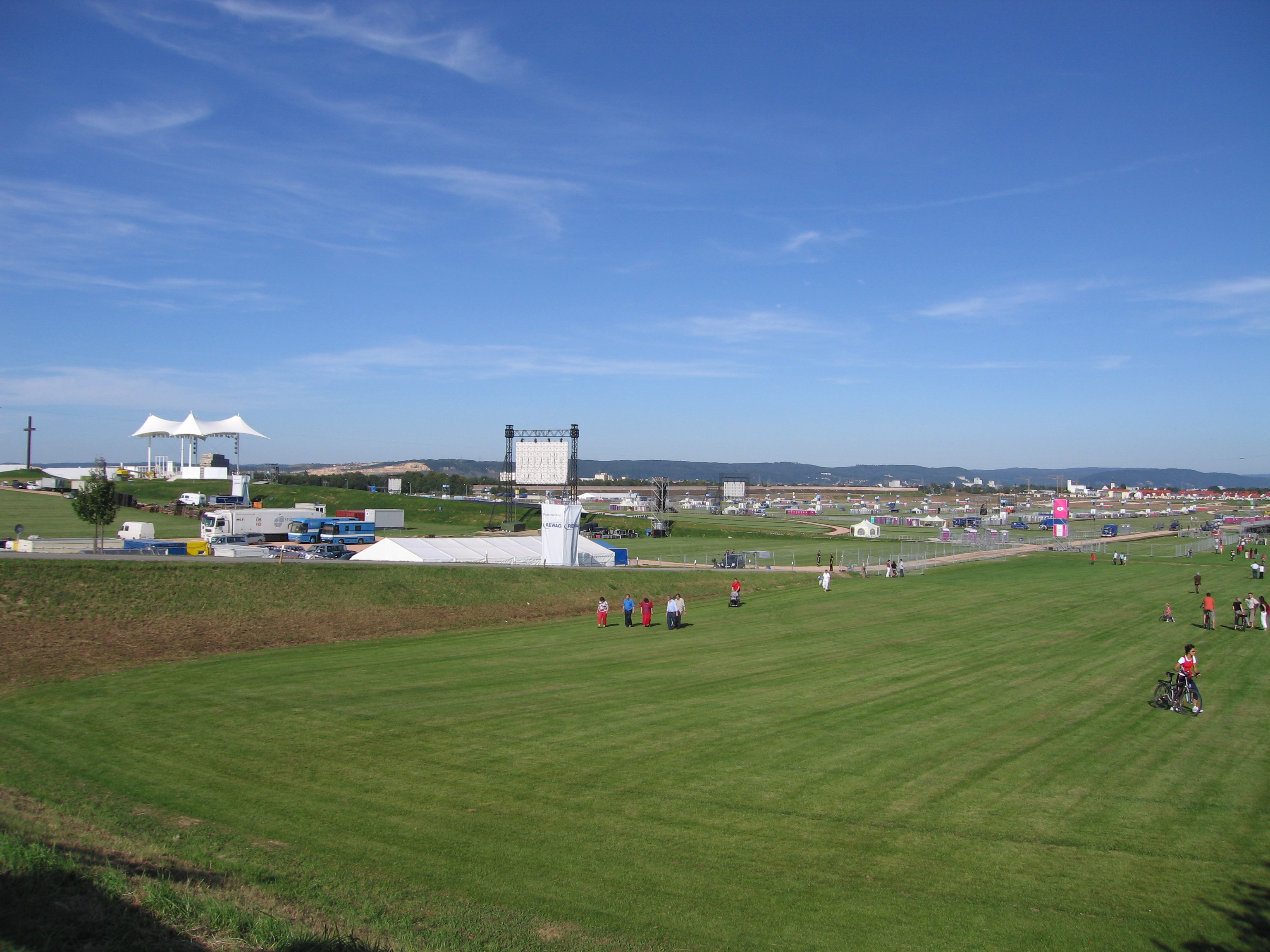
Islinger Feld vor dem Papstbesuch

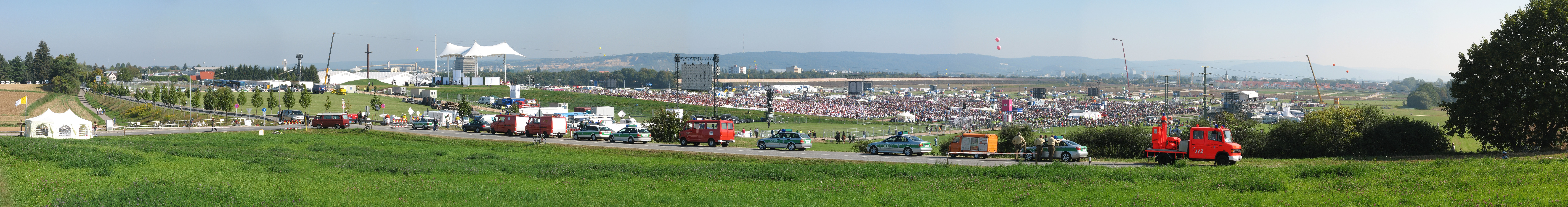
Panorama des Islinger Feldes während der Papstmesse 2006

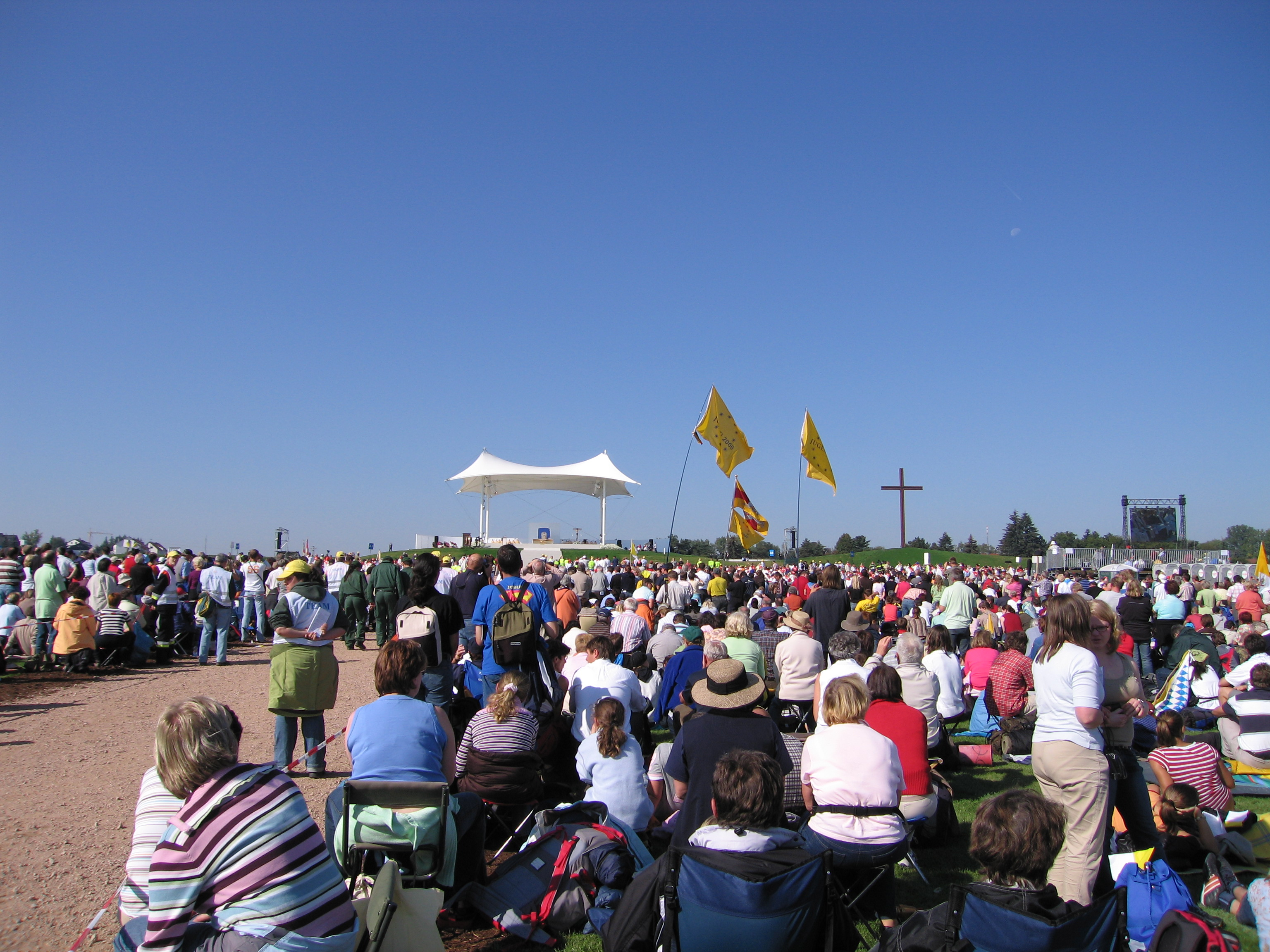
Altar und Kreuz auf dem Islinger Feld während der Heiligen Messe

Das Islinger Feld liegt im südlichen Stadtgebiet Regensburgs, rund 3,5 km Luftlinie vom Regensburger Dom St. Peter entfernt. Es erstreckt sich südlich der Bundesautobahn 3 zwischen Oberisling und Burgweinting.
Während seiner sechstägigen Pastoralreise durch Bayern im Jahr 2006 verbrachte Papst Benedikt XVI. drei Tage in Regensburg und feierte am 12. September auf dem für diesen Anlass eigens umgebauten Areal zusammen mit circa 230.000 Menschen die Heilige Messe. Während der Tage des Papstbesuches wurde die rund 55 Hektar umfassende Agrarfläche gemäß einer Allgemeinverfügung der Stadt Regensburg als Sicherheitszone ausgewiesen sowie die A 3 am Tag des Gottesdienstes in dem betreffenden Abschnitt für den Verkehr gesperrt.
An diese kirchliche Großveranstaltung erinnert ein 16 Meter hohes Kreuz aus Stahl und Holz, neben dem sich die Altarinsel befand. Das Kreuz stand ursprünglich weiter südlich, musste aber im November 2006 um rund 35 m versetzt werden. In der Umgebung des Kreuzes soll ein kleiner Park auf 7300 m² entstehen. Das Grundstück für den Park befindet sich im Besitz der Familie Thurn und Taxis und ist an die Stadt Regensburg verpachtet. Die Diözese Regensburg veranstaltet jedes Jahr am 12. September ein „Gebet am Kreuz“ zur Erinnerung an die Messe mit dem Papst.